# Ham Kinsey
Ham Kinsey (1900 - 1967) est un acteur américain qui tourna principalement dans les films de Laurel et Hardy et des Petites Canailles.

## Filmographie
- 1926 Un mariage mouvementé (Thundering Fleas) de Robert F. McGowan : un figurant au mariage
- 1926 Scandale à Hollywood (45 minutes from Hollywood) de Fred Guiol
- 1927 Two-Time Mama de Fred Guiol : le liftier
- 1927 Plus de chapeau (Hats Off) de Hal Yates : un participant à la bagarre
- 1927 La Bataille du siècle (The Battle of the Century) de Clyde Bruckman : un spectateur près du ring
- 1928 Ton cor est à toi (You’re Darn Tootin’) d'Edgar Kennedy : un musicien
- 1928 V'là la flotte (Two Tars) de James Parrott : un automobiliste
- 1929 Election Day de Robert F. McGowan
- 1929 Leaping Love de Warren Doane
- 1929 Derrière les barreaux (The Hoose-Gow) de James Parrott : un prisonnier
- 1931 Drôles de bottes (Be Big! / Les Carottiers / Los calaveras) de James W. Horne et James Parrott : un passant à la gare
- 1931 Quand les poules rentrent au bercail (Chickens Come Home) de James W. Horne : un employé au bureau / le groom d'ascenseur
- 1931 Laurel et Hardy campeurs (One Good Turn) de James W. Horne
- 1931 The Kick-Off! de George Stevens
- 1931 Les Deux Légionnaires (Beau Hunks) de James W. Horne : Nouvelle recrue
- 1932 La Maison de tout repos (County Hospital) de James Parrott : un garçon de salle
- 1932 Les Sans-soucis (Pack Up Your Troubles) de George Marshall et Ray McCarey : Télégraphiste / soldat
- 1932 Free Wheeling de Robert F. McGowan
- 1933 Les Joies du mariage (Twice Two) de James Parrott : un passant
- 1934 Un jour une bergère (Babes in Toyland) de Gus Meins et Charley Rogers
- 1936 General Spanky de Gordon Douglas et Fred C. Newmeyer